# Ludwig Hellwig (Heimatforscher)
Albert Ludwig Hellwig, auch Louis Hellwig (* 1846 in Merseburg; † 14. März 1910 in Ratzeburg) war ein deutscher Gymnasiallehrer und lauenburgischer Heimatforscher.

## Leben und Wirken
Hellwig besuchte das Domgymnasium seiner Heimatstadt und studierte nach dem Abitur von 1869 bis 1873 Philologie in Halle und Leipzig. 1973 wurde er zum Dr. phil. promoviert. Am Christianeum in Altona leistete er den Vorbereitungsdienst für das Lehramt an Höheren Schulen ab. Seit Herbst 1874 war er Lehrer an der Lauenburgischen Gelehrtenschule in Ratzeburg. Er wurde zum Oberlehrer befördert und war seit 1902 Professor. Nach 35-jähriger Tätigkeit an dieser Schule nahm er im Herbst 1909 seinen Abschied, um sich mit ganzer Kraft seinem Hobby zu widmen: der lauenburgischen Geschichtsforschung, in die er als Nicht-Lauenburger allmählich hineinwuchs. Er starb jedoch schon im März 1910 an den Folgen eines Schlaganfalls.
Hellwig brachte für seine lokalhistorischen Forschungen seine gründliche wissenschaftliche Bildung mit, die ursprünglich auf das klassische Altertum gerichtet war, und stellte sie nun in den Dienst der Heimat- und Landesgeschichte. Seine Forschungen und Kenntnisse auf diesem Gebiet waren so zahlreich und umfassend, dass man ihn zu Lebzeiten als den „besten Kenner der Vergangenheit Lauenburgs“ bezeichnete und ihn als den eigentlichen lauenburgischen Lokalhistoriker anerkannte, „dessen Arbeit von dauerndem Werte sein werde“.
Hellwig veröffentlichte, angefangen mit einer Untersuchung über das Ansveruskreuz, vor allem in den Heften des „Archivs des Vereins für die Geschichte des Herzogthums Lauenburg“, schrieb aber auch zahlreiche Artikel über lauenburgische Geschichte in der Tagespresse. Auch waren Beiträge von ihm im „Lauenburgischen Haushaltungskalender“ zu lesen. Seine letzte große Arbeit war die „Chronik der Stadt Ratzeburg“, die er am 11. März 1910, drei Tage vor seinem Tod, vollendete. 
Außer der ausgeprägten Liebe zu seiner Wahlheimat waren es zwei Besonderheiten, die ihn in seiner Arbeitsweise auszeichneten:
- Er war bestrebt, die Ereignisse der engeren Landesgeschichte in den großen Rahmen der Zeitgeschichte einzupassen und beide wechselseitig durch einander zu erklären und zu veranschaulichen.
- Er besaß die Gabe, das Gerüst seiner Arbeit – Einzelforschungen, Akten- und Zahlenmaterial, gelehrte Notizen – so lebendig darzustellen, dass die Ereignisse der Vergangenheit den Lesenden oder Zuhörenden in lebhaften Bildern vor Augen standen. Das wurde besonders deutlich in dem Festspiel „Bilder aus der lauenburgischen Geschichte“, das er für das Möllner Heimatfest des Jahres 1908 verfasste.

## Veröffentlichungen
- Grundriß der Lauenburgischen Geschichte. 1889, 2. Aufl. 1892, 3. Aufl. 1927 (Onlinefassung)
- Kleine Heimatkunde für den Kreis Herzogtum Lauenburg. Ratzeburg 1898.
- Chronik der Stadt Ratzeburg, 1910.
- Beiträge im Archiv des Vereins für die Geschichte des Herzogthums Lauenburg:
  - 1888, 05: Das Ansveruskreuz bei Ratzeburg. (Onlinefassung)
  - 1889, 03: Aus den Papieren einiger Ratzeburger Zünfte.
  - 1889, 07: Das Missale Raceburgense.
  - 1890, 03 und 1891 04: Löwenstadt.
  - 1892, 01: Die deutschen Ortsnamen in Lauenburg.
  - 1893, 02: Beiträge zu einer Chronik des Domhofes bei Ratzeburg. (Onlinefassung)
  - 1894, 04: Actenstücke zur Chronik des Domhofes bei Ratzeburg.
  - 1895, 02 und 1896 01: Der Dom zu Ratzeburg. (Onlinefassung)
  - 1902, 03: Der Heinrichsstein in Ratzeburg. (Onlinefassung)
  - 1902, 05: Aus der ältesten Geschichte des Gutes Römnitz.
  - 1903, 01: Das Benediktinerkloster und die ersten 125 Jahre des Bisthums und Prämonstratenser Domcapitels in Ratzeburg.
  - 1903, 03: Aus der ältesten Geschichte der Dörfer Pogeetz und Disnack.
  - 1904, 03: Das Jahr der Niederschrift des Ratzeburger Zehntenregisters.
  - 1906, 02: Bergedorfs Beziehungen zum Bistum Ratzeburg.
  - 1909, 01: Neue Forschungen zum Zehntenregister des Bistums Ratzeburg. (Onlinefassung)